# Opération Deep Freeze

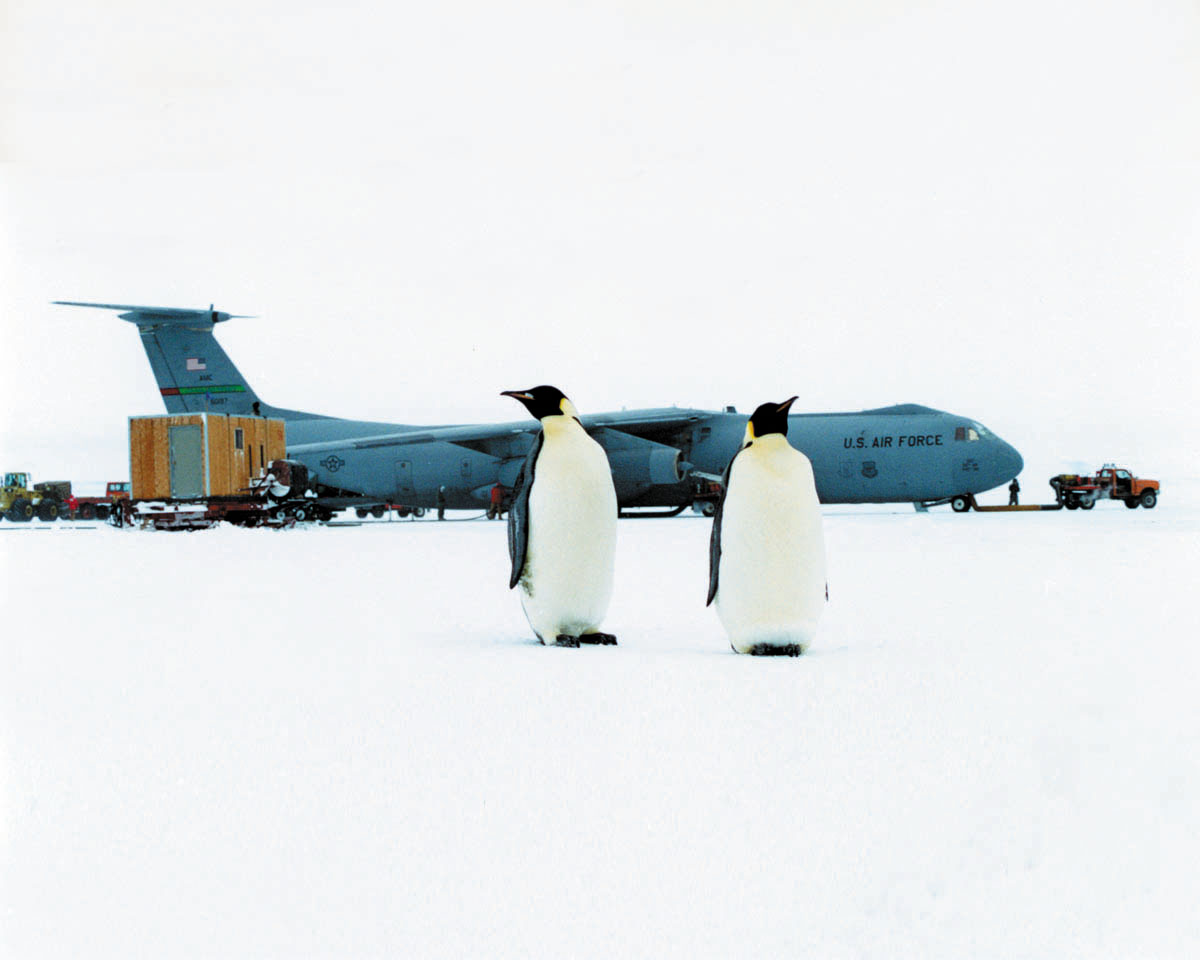
Un Lockheed C-141 Starlifter (au second plan) de l'US Air Force lors d'une opération Deep Freeze.

Opération Deep Freeze (OpDFrz  ou ODF) est le nom de code d'une série de missions américaines en Antarctique, qui ont commencé avec Operation Deep Freeze I en 1955–56, suivie de Operation Deep Freeze II, Operation Deep Freeze III, et ainsi de suite.
Étant donné le caractère constant et continu de la présence des américains dans cette région du monde depuis cette époque, « Opération Deep Freeze » est devenue une expression générale pour désigner les opérations qui y sont menées par les États-Unis, et en particulier les missions d'approvisionnement des bases, conduites par l'armée américaine.
La base antarctique McMurdo reçoit 30 000 mètres cubes de carburant et 5 000 tonnes de fournitures et d'équipements par an dans le cadre de son opération de réapprovisionnement Deep Freeze.